# Poul Hartmann
Poul Richard Hartmann, danski veslač, * 1. maj 1878, † 29. junij 1969.
Hartmann je za Dansko nastopil na Poletnih olimpijskih igrah 1912. Bil je krmar četverca s krmarjem široke gradnje, ki je na teh igrah osvojil zlato medaljo.